# Witold Roman
Pour les articles homonymes, voir Roman.
Witold Roman est un ancien joueur désormais entraîneur polonais de volley-ball né le 6 mars 1967 à Varsovie (voïvodie de Mazovie). Il mesure 2,03 m et jouait central. Il totalise 259 sélections en équipe de Pologne.

## Biographie
Multiple médaillé des Championnats de Pologne :
- zloty en 1991, 1992 (AZS Olsztyn)
- argent en 1996 (Legia Warszawa), 1998 (Sea Szczecin)
- bronze en 1990 (AZS Olsztyn), 1997 (Morze Szczecin)

En 1991 et 1992, avec AZS Olsztyn, il remporte la Coupe de Pologne masculine de volley-ball.
Il a joué 259 matchs pour l'équipe nationale polonaise dans les années 1987-1997. Participant aux Championnats d'Europe masculin de volley-ball : Stockholm (1989) - 7e place, Berlin (1991) - 7e place, Turku (1993) - 7e place, Athènes (1995) - 6e place.
En février 2022, il devient directeur adjoint du Centre sportif central. Puis en juin de cette année, il est devenu directeur du Central Sports Center.

## Clubs
| Club                       | De        | À         |
| -------------------------- | --------- | --------- |
| MDK Varsovie               |           |           |
| Stilon Gorzów Wielkopolski |           |           |
| AZS Olsztyn                | 1989-1990 | 1991-1992 |
| Knack Roeselare            | 1992-1993 | 1992-1993 |
| Legia Varsovie             | 1993-1994 | 1995-1996 |
| Morze Szczecin             | 1996-1997 | 1997-1998 |
| Stolarka Wołomin           |           |           |

## Palmarès
- Championnat de Pologne (2)
  - Vainqueur : 1991, 1992
  - Finaliste : 1996, 1998
- Coupe de Pologne (2)
  - Vainqueur : 1991, 1992